# Campionato mondiale di hockey su ghiaccio - Terza Divisione 2016
Il Campionato mondiale di hockey su ghiaccio - Terza Divisione 2016 è un torneo di hockey su ghiaccio organizzato dall'International Ice Hockey Federation. Il torneo si è disputato fra il 31 marzo e il 6 aprile 2016. Le sei squadre partecipanti sono state riunite in un unico gruppo. Le partite si sono svolte a Istanbul, in Turchia. La Turchia ha concluso il torneo in prima posizione, garantendosi la partecipazione al Campionato mondiale di hockey su ghiaccio - Seconda Divisione 2017.

## Partecipanti
| Nazionale            | Qualificazione                                       |
| -------------------- | ---------------------------------------------------- |
| Sudafrica            | Sesto e retrocesso dalla Seconda Divisione del 2015. |
| Turchia              | Ospitante, seconda nella Terza Divisione del 2015.   |
| Lussemburgo          | Terzo nella Terza Divisione del 2015.                |
| Hong Kong            | Quarta nella Terza Divisione del 2015.               |
| Georgia              | Quinta nella Terza Divisione del 2015.               |
| Bosnia ed Erzegovina | Settima nella Terza Divisione del 2015.              |

## Incontri
| Istanbul 31 marzo 2016, ore 13:00 UTC+3 | Lussemburgo | 2 – 3 (1-1; 0-1; 1-1) referto | Sudafrica | Silivrikapı Buz Pateni Salonu (112 spett.) |

| Istanbul 31 marzo 2016, ore 16:30 UTC+3 | Bosnia ed Erzegovina | 5 – 4 (1-2; 3-1; 1-1) referto | Hong Kong | Silivrikapı Buz Pateni Salonu (156 spett.) |

| Istanbul 31 marzo 2016, ore 20:00 UTC+3 | Turchia | 5 – 4 (0-1; 3-1; 2-2) referto | Georgia | Silivrikapı Buz Pateni Salonu (378 spett.) |

| Istanbul 1º aprile 2016, ore 13:00 UTC+3 | Sudafrica | 9 – 1 (0-0; 4-1; 5-0) referto | Hong Kong | Silivrikapı Buz Pateni Salonu (79 spett.) |

| Istanbul 1º aprile 2016, ore 16:30 UTC+3 | Georgia | 8 – 0 (4-0; 2-0; 2-0) referto | Bosnia ed Erzegovina | Silivrikapı Buz Pateni Salonu (93 spett.) |

| Istanbul 1º aprile 2016, ore 20:00 UTC+3 | Turchia | 10 – 2 (3-0; 4-2; 3-0) referto | Lussemburgo | Silivrikapı Buz Pateni Salonu (383 spett.) |

| Istanbul 3 aprile 2016, ore 13:00 UTC+3 | Lussemburgo | 7 – 1 (3-0; 3-1; 1-0) referto | Hong Kong | Silivrikapı Buz Pateni Salonu (83 spett.) |

| Istanbul 3 aprile 2016, ore 16:30 UTC+3 | Turchia | 8 – 2 (4-0; 3-2; 1-0) referto | Bosnia ed Erzegovina | Silivrikapı Buz Pateni Salonu (381 spett.) |

| Istanbul 3 aprile 2016, ore 20:00 UTC+3 | Sudafrica | 5 – 6 (4-2; 0-1; 1-3) referto | Georgia | Silivrikapı Buz Pateni Salonu (92 spett.) |

| Istanbul 4 aprile 2016, ore 13:00 UTC+3 | Hong Kong | 1 – 5 (1-2; 0-2; 0-1) referto | Turchia | Silivrikapı Buz Pateni Salonu (282 spett.) |

| Istanbul 4 aprile 2016, ore 16:30 UTC+3 | Georgia | 5 – 0 (1-0; 3-0; 1-0) referto | Lussemburgo | Silivrikapı Buz Pateni Salonu (33 spett.) |

| Istanbul 4 aprile 2016, ore 20:00 UTC+3 | Bosnia ed Erzegovina | 0 – 10 (0-2; 0-7; 0-1) referto | Sudafrica | Silivrikapı Buz Pateni Salonu (65 spett.) |

| Istanbul 6 aprile 2016, ore 13:00 UTC+3 | Sudafrica | 2 – 7 (1-3; 0-2; 1-2) referto | Turchia | Silivrikapı Buz Pateni Salonu (451 spett.) |

| Istanbul 6 aprile 2016, ore 16:30 UTC+3 | Hong Kong | 3 – 14 (0-4; 2-6; 1-4) referto | Georgia | Silivrikapı Buz Pateni Salonu (51 spett.) |

| Istanbul 6 aprile 2016, ore 20:00 UTC+3 | Lussemburgo | 13 – 0 (4-0; 3-0; 6-0) referto | Bosnia ed Erzegovina | Silivrikapı Buz Pateni Salonu (67 spett.) |

## Classifica
| Pos. |                      | PG | V | VOT | POT | P | GF | GS | DR  | Pt |
| 1.   | Turchia              | 5  | 5 | 0   | 0   | 0 | 35 | 11 | +24 | 15 |
| 2.   | Georgia              | 5  | 4 | 0   | 0   | 1 | 37 | 13 | +24 | 12 |
| 3.   | Sudafrica            | 5  | 3 | 0   | 0   | 2 | 29 | 16 | +13 | 9  |
| 4.   | Lussemburgo          | 5  | 2 | 0   | 0   | 3 | 24 | 19 | +5  | 6  |
| 5.   | Bosnia ed Erzegovina | 5  | 1 | 0   | 0   | 4 | 7  | 43 | -36 | 3  |
| 6.   | Hong Kong            | 5  | 0 | 0   | 0   | 5 | 10 | 40 | -30 | 0  |

## Riconoscimenti individuali
- Miglior portiere: Erol Kahraman -  Turchia
- Miglior difensore: Andre Marais -  Sudafrica
- Miglior attaccante: Boris Kochkin -  Georgia

## Classifica marcatori
| Giocatore       | PG | G  | A | Pt | +/- | MP |
| --------------- | -- | -- | - | -- | --- | -- |
| Boris Kochkin   | 5  | 10 | 9 | 19 | +18 | 8  |
| Emrah Özmen     | 5  | 10 | 6 | 16 | +11 | 2  |
| Artem Kozyulin  | 5  | 9  | 4 | 13 | +12 | 14 |
| Serdar Semiz    | 6  | 9  | 7 | 16 | +17 | 0  |
| Colm Cannon     | 5  | 4  | 9 | 13 | +7  | 4  |
| Uthman Samaai   | 5  | 3  | 8 | 15 | +7  | 0  |
| Roland Svanidze | 5  | 3  | 7 | 10 | +3  | 0  |
| Andre Marais    | 5  | 5  | 4 | 9  | +9  | 6  |
| Joel Holtzem    | 5  | 4  | 5 | 9  | +7  | 6  |
| Andy Koçoğlu    | 6  | 4  | 5 | 9  | +5  | 6  |

Fonte: IIHF.com

## Classifica portieri
| Giocatore       | Min    | TC  | GS | SO | MGS  | Sv%   |
| --------------- | ------ | --- | -- | -- | ---- | ----- |
| Gilles Mangen   | 180:00 | 100 | 6  | 1  | 2.00 | 94.00 |
| Andrei Ilienko  | 263:04 | 126 | 10 | 1  | 2.28 | 92.06 |
| Erol Kahraman   | 260:00 | 108 | 9  | 0  | 2.08 | 91.67 |
| Ashley Bock     | 180:00 | 80  | 9  | 1  | 3.00 | 88.75 |
| Philippe Lepage | 120:00 | 91  | 13 | 0  | 6.50 | 85.71 |

Fonte: IIHF.com